# Persone di nome Eric/Cestisti
| Questa pagina contiene informazioni ricavate automaticamente dalle voci biografiche con l'ausilio del template Bio e di un bot. L'aggiornamento è periodico e automatico e ricostruisce completamente la pagina. Se manca una persona in questa lista, sei pregato di non aggiungerla, ma accertati piuttosto che la sua voce biografica contenga il template Bio e che i dati anagrafici siano correttamente compilati. Se il template Bio manca, inseriscilo tu stesso o, in alternativa, metti l'avviso {{tmp\|Bio}} che ne segnala la mancanza. Se i dati riportati sono sbagliati, correggi direttamente la voce biografica; le modifiche saranno visibili in questa lista entro pochi giorni. Per chiarimenti vedi il progetto antroponimi. La lista contiene solo le 62 persone che sono citate nell'enciclopedia e per le quali è stato implementato correttamente il template Bio. Pagina aggiornata al 16 ott 2024. |

Questa è una lista di persone presenti nell'enciclopedia che hanno il nome Eric e sono cestisti.

## A(2)
- Eric Anderson, cestista statunitense (Chicago, n. 1970 - Carmel, † 2018)
- Eric Anderson, cestista statunitense (Newark, n. 1993)

## B(5)
- Billy Baum, ex cestista portoricano (n. 1946)
- Eric Bledsoe, cestista statunitense (Birmingham, n. 1989)
- Eric Boateng, ex cestista britannico (Londra, n. 1985)
- Rick Brunson, ex cestista, allenatore di pallacanestro e dirigente sportivo statunitense (Syracuse, n. 1972)
- Eric Buckner, cestista statunitense (Ehrhardt, n. 1990)

## C(4)
- Eric Campbell, ex cestista statunitense (Thomasville, n. 1977)
- Eric Cárdenas, ex cestista panamense (Panama, n. 1973)
- Eric Chatfield, ex cestista statunitense (New York, n. 1979)
- Eric Chenowith, ex cestista statunitense (Orange, n. 1979)

## D(2)
- Eric Dawson, ex cestista statunitense (San Antonio, n. 1984)
- Eric Devendorf, ex cestista e allenatore di pallacanestro statunitense (Bay City, n. 1987)

## E(1)
- Eric Elliott, ex cestista e allenatore di pallacanestro statunitense (n. 1969)

## F(2)
- Eric Fernsten, ex cestista statunitense (Oakland, n. 1953)
- Sleepy Floyd, ex cestista statunitense (Gastonia, n. 1960)

## G(3)
- Eric Garcia, cestista statunitense (Aurora, n. 1994)
- Eric Gordon, cestista statunitense (Indianapolis, n. 1988)
- Eric Griffin, cestista statunitense (Orlando, n. 1990)

## H(2)
- Eric Hare, ex cestista messicano (Guanajuato, n. 1979)
- Eric Hinrichsen, ex cestista canadese (Campbell River, n. 1976)

## J(2)
- Eric Jacobsen, cestista statunitense (Chandler, n. 1994)
- Eric Johnson, ex cestista statunitense (Brooklyn, n. 1966)

## K(2)
- Eric Katenda, cestista francese (Parigi, n. 1992)
- Eric Kibi, cestista della Repubblica Democratica del Congo (Québec, n. 1990)

## L(3)
- Eric Leckner, ex cestista statunitense (Inglewood, n. 1966)
- E.J. Liddell, cestista statunitense (Belleville, n. 2000)
- Eric Lombardi, cestista italiano (Torino, n. 1993)

## M(15)
- Eric Mahn, cestista cileno (Talcahuano, n. 1925 - Concepción, † 2000)
- Ricky Marsh, ex cestista statunitense (New York, n. 1954)
- Eric Maynor, ex cestista e allenatore di pallacanestro statunitense (Raeford, n. 1987)
- Eric McArthur, ex cestista statunitense (South Pasadena, n. 1968)
- Eric McClellan, cestista statunitense (Porterville, n. 1993)
- Eric McWilliams, ex cestista statunitense (Denver, n. 1950)
- Eric Mika, cestista statunitense (Concord, n. 1995)
- Eric Minkin, ex cestista statunitense (Filadelfia, n. 1950)
- Isaiah Mobley, cestista statunitense (San Diego, n. 1999)
- Eric Mobley, cestista statunitense (Bronx, n. 1970 - Los Angeles, † 2021)
- Eric Money, ex cestista statunitense (Detroit, n. 1955)
- Eric Montross, cestista statunitense (Indianapolis, n. 1971 - Chapel Hill, † 2023)
- Eric Moreland, cestista statunitense (Houston, n. 1991)
- Eric Murdock, ex cestista statunitense (Somerville, n. 1968)
- Eric Musselman, ex cestista, allenatore di pallacanestro e dirigente sportivo statunitense (Ashland, n. 1964)

## O(1)
- Eric Osmundson, ex cestista statunitense (Allentown, n. 1983)

## P(2)
- Eric Paschall, cestista statunitense (Tarrytown, n. 1996)
- Eric Piatkowski, ex cestista statunitense (Steubenville, n. 1970)

## R(3)
- Eric Riley, ex cestista statunitense (Cleveland, n. 1970)
- Eric Ruiu, cestista italiano (Casale Monferrato, n. 1996)
- Eric Rwahwire, ex cestista canadese (Toronto, n. 1996)

## S(4)
- Eric Sandrin, ex cestista statunitense (n. 1978)
- Eric Schmieder, ex cestista statunitense (Hackettstown, n. 1979)
- Eric Snow, ex cestista e allenatore di pallacanestro statunitense (Canton, n. 1973)
- Eric Stuteville, cestista statunitense (Orangevale, n. 1995)

## T(2)
- Eric Taylor, ex cestista statunitense (Cincinnati, n. 1976)
- Eric Thompson, cestista statunitense (Detroit, n. 1993)

## V(2)
- Eric Vila, cestista spagnolo (Gerona, n. 1998)
- Eric van Woerkom, ex cestista olandese (n. 1947)

## W(5)
- Eric Washington, cestista statunitense (Columbia, n. 1993)
- Eric Washington, ex cestista statunitense (Pearl, n. 1974)
- Eric White, ex cestista statunitense (San Francisco, n. 1965)
- Eric Williams, ex cestista statunitense (Newark, n. 1972)
- Eric Williams, ex cestista statunitense (Francoforte sul Meno, n. 1984)